# 九龍巴士283線
九龍巴士283線是一條來往沙田市中心、大圍、美林邨、美田邨及美松苑的循環巴士路線。

## 歷史
- 1996年12月20日：為配合美松苑落成，及疏導80K和88K線的乘客，本線投入服務。
- 1999年：九巴調派3輛載客量較高的丹尼士飛鏢低地台單層空調巴士（AA）於本線行走。
- 2004年：九巴逐步改派雙層空調巴士於本線行走，包括2輛低地台巴士。
- 2006年5月4日：為配合美田邨落成，本線繞經美田邨巴士總站。
- 2007年12月19日：因青沙公路興建導致由松嶺路上大埔公路的天橋永久封閉，往沙田市中心方向，改由大埔公路經沙田正街直入沙田市中心巴士總站[1]。
- 2014年6月16日：更改大圍區內的行車路線，改為先經美田，然後經美松苑及美林邨，並加經松嶺路，及加停希爾頓中心分站。
- 2015年5月30日：往沙田市中心方向加停香粉寮街美全樓站[2]。
- 2015年6月27日：增設到站時間預報。[3]
- 2018年7月3日：延長尾班車時間至00:00。

## 服務時間及班次
| 沙田市中心開     | 沙田市中心開 | 沙田市中心開 |
| 日期             | 服務時間     | 班次（分鐘） |
| ---------------- | ------------ | ------------ |
| 星期一至五       | 06:00-09:00  | 12           |
| 星期一至五       | 09:00-12:00  | 15           |
| 星期一至五       | 12:00-17:00  | 12           |
| 星期一至五       | 17:00-19:00  | 10           |
| 星期一至五       | 19:00-20:00  | 12           |
| 星期一至五       | 20:00-23:00  | 15           |
| 星期一至五       | 23:00-00:00  | 20           |
| 星期六           | 06:00-10:00  | 15           |
| 星期六           | 10:00-16:00  | 12           |
| 星期六           | 16:00-20:30  | 10           |
| 星期六           | 20:30-22:30  | 12           |
| 星期六           | 22:30-23:00  | 15           |
| 星期六           | 23:00-00:00  | 20           |
| 星期日及公眾假期 | 06:00-11:00  | 15           |
| 星期日及公眾假期 | 11:00-13:00  | 12           |
| 星期日及公眾假期 | 13:00-20:30  | 10           |
| 星期日及公眾假期 | 20:30-22:30  | 12           |
| 星期日及公眾假期 | 22:30-23:00  | 15           |
| 星期日及公眾假期 | 23:00-00:00  | 20           |

## 收費
全程：$4.8
| - 本線設有12歲以下小童及65歲或以上長者半價優惠。 - 65歲或以上香港居民使用「樂悠咭」，以及12歲以下合資格殘疾兒童使用「殘疾人士身份」個人八達通繳付車資，均可享有每程$2.0或半價（以較低者為準）的票價優惠；12至64歲合資格殘疾人士使用「殘疾人士身份」個人八達通（包括「樂悠咭」），以及60至64歲香港居民使用「樂悠咭」繳付車資，均可享有每程$2.0或全費（以較低者為準）的票價優惠。 - 65歲或以上長者如使用長者或一般個人八達通繳付車資，則只可享有半價優惠；12至64歲合資格殘疾人士如不使用「殘疾人士身份」個人八達通，以及60至64歲人士如不使用「樂悠咭」繳付車資，必須繳付全費。 - 乘客可以現金或八達通於上車時付款，不設找續。 - 每位成人乘客可免費攜帶最多兩名4歲以下而不佔座位的兒童乘客乘車，超額之4歲以下小童必須繳付小童車費乘車。 - 持有「九巴月票」之乘客在車票有效期內，每日可享最多10程任何九龍巴士及龍運巴士路線（包括本路線，以及聯營路線的九龍巴士／龍運巴士提供的班次；惟乘搭機場「A」及「NA」線則可享原價二七折優惠（不會計算每天10次合資格車程））；而B1線則每日可享最多各2程（不會計算每天10次合資格車程）。 - 九龍巴士、城巴、龍運巴士及陽光巴士全職員工及家屬（不包括外判職員）可免費乘搭本路線，惟必須拍職員或職員家屬八達通。 - 乘客亦可透過多元化電子支付系統（e度嘟）繳付車資，包括使用非接觸式VISA卡、JCB卡、萬事達卡、銀聯卡、美國運通、大來國際、Discover Card、Apple Pay、Google Pay、Samsung Pay、AlipayHK「易乘碼」、支付寶、WeChatHK／微信支付「搭車碼」、銀聯雲閃付「乘車碼」及BOC Pay「乘車碼」。乘客使用此付款方式，使用此支付方式的乘客可享有中途下車之分段收費，以及與其他九巴／龍運獨營路線或聯營線九巴／龍運班次之轉乘優惠，惟不適用於與非九巴／龍運路線之轉乘優惠，亦不能享有「公共交通費用補貼計劃」及「長者及合資格殘疾人士公共交通票價優惠計劃」。 |

### 八達通轉乘優惠
由本線於登車後2.5小時內轉乘81、85、88、286X或299X線，或由上述路線轉乘本線，次程可獲$4.2的折扣優惠，若次程路線車資相等或低於$4.2，則免費轉車。

## 使用車輛
現時本線使用1輛亞歷山大丹尼士Enviro 500（ATE）12米雙層空調巴士、1輛亞歷山大丹尼士Enviro 500 MMC（ATENU）12米雙層空調巴士、1富豪B9TL12米雙層巴士（AVG）12米雙層空調巴士，均屬沙田車廠。由2010年1月起，兩部本路線的低地台丹尼士三叉戟10.6米掛牌車（ATS9／JJ5174、ATS12／JJ5602）上掛「中國人壽保險」的全車身廣告至2014年10月（現時替代的兩部低地台丹尼士三叉戟12米掛「中國人壽保險」的全車身廣告），為是目前少數出現於超過一部同一路線掛牌車的巴士全車身廣告。此線間中出現富豪超級奧林比安（3ASV），富豪B9TL（AVBWU）及亞歷山大丹尼士Enviro500（ATE，ATENU）等車，每晚會有N182頭班車，車輛大多是Enviro500（ATE）/富豪B9TL（AVBWU）
2023年3月(現時替代的一部低地台亞歷山大丹尼士12米掛牌車（ATENU764／TT4758)一部富豪B9TL12米掛牌車(AVG2／VT3923）

## 掛牌車
| 283現時掛牌車 | 283現時掛牌車 | 283現時掛牌車 |
| ------------- | ------------- | ------------- |
| ATE261        | MM3033        |               |
| ATENU764      | TT4758        |               |
| AVG2          | VT3923        |               |

| 掛牌車 | 掛牌車 |
| ------ | ------ |
| ATEU35 | RA221  |
| AVG2   | VT3923 |

## 行車路線
經：沙田正街、白鶴汀街、沙田正街、大埔公路—大圍段、大圍道、美輝街、香粉寮街、美田邨公共運輸交匯處、美田邨通道、香粉寮街、美田路（東行）、迴旋處、美田路（西行）、美林邨通道、美林巴士總站、美田路、大圍道、大埔公路—大圍段、松嶺路、大埔公路—大圍段及沙田正街。

### 沿線車站
| 沙田市中心開 | 沙田市中心開       | 沙田市中心開         |
| 序號         | 車站名稱           | 位置                 |
| ------------ | ------------------ | -------------------- |
| 1            | 沙田市中心巴士總站 | 沙田市中心巴士總站   |
| 2            | 帝都酒店           | 白鶴汀街             |
| 3            | 美林邨             | 大埔公路             |
| 4            | 美輝街             | 美輝街               |
| 5            | 美全樓             | 香粉寮街             |
| 6            | 美田巴士總站       | 美田邨公共運輸交匯處 |
| 7            | 美致樓             | 香粉寮街             |
| 8            | 美松苑             | 美田路               |
| 9            | 美槐樓             | 美田路               |
| 10           | 美城苑             | 美田路               |
| 11           | 美林巴士總站       | 美林巴士總站         |
| 12           | 美林邨美桃樓       | 大埔公路—大圍段      |
| 13           | 松嶺路             | 松嶺路               |
| 14           | 希爾頓中心         | 沙田正街             |
| 15           | 沙田市中心巴士總站 | 沙田市中心巴士總站   |

## 利用狀況
本路線配合美松苑落成入伙而開辦，以及可疏導80K、88K線的龐大客量，同時方便美城苑及美林邨居民不用走到大埔公路的巴士站候車往來沙田市中心。但本線開辦初期於美田路只得美松苑一站，故對美城苑及美林邨乘客吸引力不大，因此客量只是一般。隨着往後在美槐樓、美城苑加設中途站、以及經繞美林巴士總站後，乘客開始捨棄80K、88K線改乘本路線往返沙田市中心，客量不斷上升，2004年起逐步改派雙層空調巴士行走，2006年配合美田邨入伙，改經香粉寮街及美田巴士總站，客量再進一步上升，並提升全以雙層空調巴士行走，現為大圍六美區往來沙田市中心主要路線。